# 喬治湖戰役

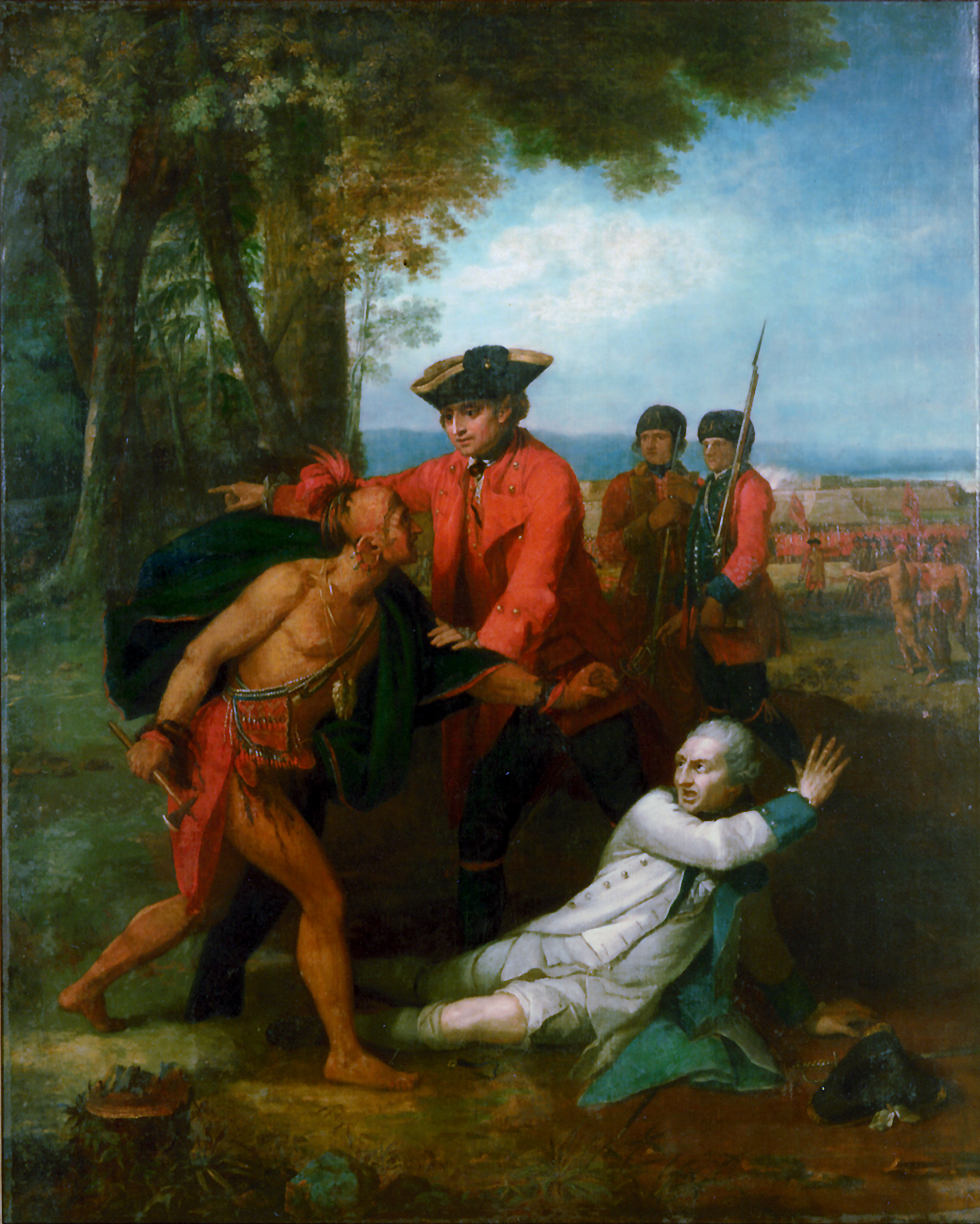

喬治湖戰役是1755年9月8日發生於紐約省以北的一場戰役，為英國在英法北美戰爭中將法國人驅逐出北美的運動的一部分。法方由讓-阿爾芒將軍和德迪斯考男爵統領各正規軍及非正規軍；英方則是威廉·約翰遜麾下的殖民非正規軍和易洛魁族戰士組成的軍隊。這場戰役分為三個階段，最終以英國及其盟友的勝利告終。及後，約翰遜在該處築起威廉亨利堡，以鞏固其勢力。

## 伸延閱讀
- Harrison, Bird (1962). Navies in the Mountains: The Battles on the Waters of Lake Champlain and Lake George, 1609–1814. Oxford University Press, p. 361.
- Griffith, William R. The Battle of Lake George: England's First Triumph in the French and Indian War. Charleston, SC: The History Press, 2016.

## 外部連結
- America’s Historic Lakes